# 三岭山国家森林公园
三岭山国家森林公园位于广东省湛江市霞山区，东边为湛江大道，南靠新湖大道，北靠南岑路，西与湛江平岭农场接壤。公园经营范围面积为738.8公顷，森林资源丰富，绿化覆盖率98%，被人们称作湛江市的“市肺“。

## 历史
湛江三岭山林场建于1963年，1984年湛江市政府批准在林场的基础上组建湛江三岭山森林公园，1987年改名为湛江市森林公园。2003年晋升为省级森林公园，定名为广东三岭山森林公园。 
2017年9月25日，广东省旅游景区质量等级评定委员会25日发布拟批准广东三岭山国家森林公园景区为国家AAAA级旅游景区的公示。

## 自然生态

### 地形
公园地形属于低丘台地，西北高，东南低，地势自西北向东南倾斜。

### 气候
以北海带海洋性季风气候为主，夏季炎热漫长，冬季温和，全年阳光充足。

## 争议
1996-1997年，公园与周边农村林权地界多处不清，周边村民在公园非法砍树、挖土取砂，造成严重环境破坏。2010年，湛江市政府收回三岭山森林公园以西至国营平岺大农场之间的11811亩林地，交由公园管理，自此破坏环境的情况得以控制。

## 荣誉
- 广东森林特色旅游名录[8][9]